# Ellisia
Ellisia — монотипный род цветковых растений семейства Бурачниковые (Boraginaceae), содержащий единственный вид Ellisia nyctelea.
Род был назван в честь британского натуралиста Джона Эллиса (1710—1776) его современником и коллегой Карлом Линнеем.
Естественный ареал находится в Северной Америке.
Однолетние травянистые растения, от 10 до 40 см высотой. Нижние листья супротивные, верхние — чередуются. Листовые пластинки покрыты волосками.
Цветки маленькие, размером около 6 мм, сидят на тонких и коротких черешках, размещающихся в листовых пазух. Каждый цветок имеет пять белых или светло-голубых лепестков, сросшихся у основания и формирующих трубку; лепестки могут быть усеяны пятнами фиолетового цвета.

## Таксономия
Ellisia L., 1763, Sp. Pl. (ed. 2), 2: 1662.
Один общепризнанный вид:
Ellisia nyctelea (L.) L., 1763, Sp. Pl. (ed. 2), 2: 1662.
Синонимы
- Ipomoea nyctelea L., 1753, Sp. Pl. 1: 160.
- Polemonium nyctelea L., 1753, Sp. Pl. 2: 231.
- Nyctelea nyctelea Britton, 1913, Ill. Fl. N. U.S. (Britton & Brown), ed. 2. 3: 67.
- Ellisia nyctelea var. coloradensis Brand, 1913, Pflanzenr. IV, 251: 39.
- Ellisia ambigua Nutt., 1818, Gen. N. Amer. Pl. [Nuttall]. 1: 118.
- Nyctelea americana Moldenke, 1932, Bull. Torrey Bot. Club